# Johann I. von Beirut

Das Wappen der Ibelin

Johann von Ibelin, genannt „der alte Herr von Beirut“ (franz.: Jean d’Ibelin, le vieux seigneur de Beyrouth; * 1177; † Februar/März 1236 in Akkon), war eine der prominentesten Persönlichkeiten in der Geschichte der mittelalterlichen Kreuzfahrerstaaten des 13. Jahrhunderts. Als Herr von Beirut war er einer der führenden Barone des lateinischen Orients und bekleidete sowohl im Königreich Jerusalem als auch im Königreich Zypern zeitweilig die Position des Regenten.
Vor allem wurde Johann als Anführer der Opposition gegen die Herrschaft Kaiser Friedrichs II. im sogenannten Lombardenkrieg in Outremer bekannt. Von seinem Gefolgsmann und Chronisten Philipp von Novara wurde er dabei, wenn auch sehr einseitig, als ritterlicher, ehrenvoller und gerechter Feudalherr idealisiert, welcher sich der despotischen Herrschaft des Kaisers entgegenstellte. Im Kern handelte es sich bei dieser Auseinandersetzung um einen Konflikt zweier gegensätzlicher Gesellschaftsordnungen. Einer vom Kaiser bereits in Sizilien praktizierten zentralistisch-monarchischen Allgewalt auf der einen Seite, gegenüber der traditionellen und fest etablierten Feudalordnung der Kreuzfahrerstaaten auf der anderen Seite, welcher der Gesamtheit der Vasallen, die in der so genannten Haute Cour vertreten waren, ein Mitspracherecht in der Regierung und Rechtsprechung des Landes neben dem Souverän einräumte.

## Leben

### Aufstieg
Johann war der älteste Sohn des Barons Balian von Ibelin, welcher durch die im Jahr 1187 erfolgte Übergabe Jerusalems an Saladin bekannt wurde. Seine Mutter war die byzantinische Prinzessin Maria Komnena, welche in erster Ehe mit König Amalrich I. von Jerusalem verheiratet und durch die er somit ein Halbbruder der Königin Isabella I. von Jerusalem war. Dieser familiäre Hintergrund verschaffte ihm einen hohen Einfluss im politischen Gefüge des seit 1187 noch bestehenden Restkönigreichs Jerusalem.
Im Jahr 1194 wurde Johann der Nachfolger des zum Mitkönig aufgestiegenen Amalrich II. (Amalrich I. von Zypern) im Amt des Connétable. Vom neuen König wurde er 1197 mit der Herrschaft über Beirut belehnt, das zuvor im Zuge des deutschen Kreuzzugs vom Herzog Heinrich I. von Brabant von den Sarazenen zurückerobert worden war. Hier baute er eine wehrfähige Burg, die in ihrer Architektur auch Bedürfnissen des Komforts genügte. Eine Beschreibung der Burg lieferte der deutsche Abgesandte Wilbrand von Oldenburg in seinem Itinerarium sancte terre. 1198 trat Johann im Haute Cour als Verteidiger des Rudolf von Tiberias auf, welchem eine Beteiligung an einem Mordkomplott gegen den König vorgeworfen wurde. Die Angelegenheit endete mit der Verbannung des Angeklagten aus dem Königreich.

### Regent von Jerusalem
König Amalrich II. starb im April 1205 und noch im selben Jahr auch Königin Isabella I., neue Königin wurde ihre Tochter aus früherer Ehe, Maria von Montferrat. Da die neue Königin noch unmündig und unverheiratet war, wählte der Haute Cour Johann zum neuen Regenten des Königreichs. In der Zeit seiner Regentschaft kam es zu keinen größeren Kämpfen zwischen den Christen und Muslimen. 1206 verheiratete er seine weitere Nichte Alice von Champagne mit dem unmündigen König Hugo I. von Zypern, womit er allerdings eine bereits von den Vätern des Paares vereinbarte Verbindung umsetzte. Im Jahr darauf beging Johann selbst seine zweite Ehe und heiratete Melisende, durch die er an die Herrschaft Arsuf gelangte.
1208 billigte Johann den Vorschlag des Haute Cour, eine Gesandtschaft an den Hof des französischen Königs Philipp II. August zu entsenden, bei dem um einen Ehemann für Königin Maria ersucht werden sollte. Die Gesandten konnten 1210 mit Johann von Brienne, dessen Familie eine große Kreuzfahrertradition besaß, nach Outremer zurückkehren, der im September des Jahres mit Königin Maria verheiratet wurde. Da dem Bräutigam und nunmehrigen König Johann I. von Rechts wegen die Regentschaft für seine immer noch unmündige Gemahlin zukam, musste Johann von Ibelin nun auf diese verzichten.
Das Verhältnis der Familie Ibelin gestaltete sich in den folgenden Jahren problematisch zum neuen König, der sich als tatkräftiger Regent erwies. Schon 1212 starb Königin Maria, worauf Johann von Brienne zwar die Königsherrschaft verlor, dafür aber als Regent seiner Tochter und nunmehr rechtmäßigen Königin Isabella II. anerkannt wurde. Wohl mit ihm im Streit über die Regentschaft verlegten die Ibelins bis spätestens 1217 ihren Handlungsschwerpunkt nach Zypern, wo sie als Onkel der Königin Alice größeren Einfluss besaßen.

### Regent von Zypern
Bereits 1218 starb König Hugo I. von Zypern nach einer nur kurzen Herrschaftszeit, formal übernahm dessen Witwe Alice für ihren unmündigen Sohn, König Heinrich I., die Regentschaft. Die tatsächliche Regierungsgewalt zog allerdings Johann jüngerer Bruder Philipp von Ibelin, in den folgenden Jahren an sich, der eigentlich als Bailli (Stellvertreter) für die Regentin amtierte. Im Jahr 1225 begab sich Alice freiwillig in das Exil nach Tripolis, von wo aus sie nun in Rivalität zu ihren Onkeln agierte, die Regentschaft konnte nun Philipp mit der Unterstützung des Haute Cour der Insel vollständig übernehmen. Noch im selben Jahr ließ Philipp die Krönung Heinrichs I. vollziehen und rief damit den Protest Kaiser Friedrichs II. hervor. König Amalrich I. von Zypern (Amalrich II. von Jerusalem) hatte dereinst 1197 seine Krone aus der Hand Kaiser Heinrichs VI. entgegen und damit sein Königreich zu Lehen des heiligen römischen Reichs genommen. Kaiser Friedrich II. fasste die durch Philipp begangene eigenmächtige Krönung als Eingriff in seine Rechte als Oberlehnsherr von Zypern auf, außerdem sei die Regierung der Insel nicht von ihm autorisiert und damit ausgehend von seinem Standpunkt illegal.
Der Einwand des Kaisers hatte zunächst keine Folgen. Als Philipp im Jahr 1227 starb, konnte Johann seinem Bruder in der Regentschaft Zyperns nachfolgen, mit der Unterstützung der Mehrheit des Haute Cour. Kurz darauf wurde ihm auch die Regentschaft für das Königreich Jerusalem angetragen, denn sowohl die Königin als auch Johann von Brienne befanden sich nicht im Land. Johann lehnte dieses Angebot in weiser Voraussicht ab. Denn Königin Isabella II. wurde eben in Apulien mit Kaiser Friedrich II. verheiratet und starb nur wenige Monate später bei der Geburt ihres Sohnes Konrad. Dieser war nun der rechtmäßige König Jerusalems, für den sein kaiserlicher Vater die Regentschaft einforderte. Im Frühjahr 1228 hatte der Kaiser seine Rüstungen zu einem Kreuzzug in das heilige Land abgeschlossen, erste Vorauskommandos waren bereits in der Levante eingetroffen, Alice und ihre Anhänger hatten schon zu ihm Kontakt aufgenommen.
Am 21. Juli 1228 landete Kaiser Friedrich II. mit seinem Kreuzfahrerheer in der zypriotischen Hafenstadt Limassol an, Johann und König Heinrich I. empfingen ihn mit ihrer Aufwartung. Bei einem anschließenden Gastmahl schien es zu einer Beilegung ihrer gemeinsamen Differenzen zu kommen, als der Kaiser den jungen König in seiner Würde bestätigte und Johann die Regentschaft bereitwillig aufgab, die in die Hand eines Vertrauten des Kaisers gelegt wurde. Als der Kaiser jedoch die Übergabe der königlichen Einnahmen Zyperns der vergangenen zehn Regentschaftsjahre forderte, kam es zum offenen Streit, denn Johann wies diese Forderung mit dem Hinweis auf die eigene gewohnheitsrechtliche Lage zurück, die auf Zypern bestehe. Nach der Beschreibung dieses Vorganges in der Chronik Novaras, hatte der Kaiser darauf mit dem Einzug Beiruts gedroht und sogar Soldaten im Festsaal aufmarschieren lassen, um dem Nachdruck zu verleihen. Im Schutz der anschließenden Nacht konnte Johann aus der Stadt fliehen und verschanzte sich in Nikosia, der nachziehende Kaiser schloss ihn dort mit seinem Kreuzfahrerheer ein, bevor es allerdings zu ernsten Kämpfen kam, gab Johann auf. Er übergab die geforderten Einkünfte, die Burgen Kyrenia, Kantara, Buffavento und Dieu d’Amour (heute St. Hilarion) wie auch seine zwei älteren Söhne als Geisel dem Kaiser und sicherte ihm seine Unterstützung im Kampf gegen die Ungläubigen zu, im Gegenzug sollte er bis zu einer gerichtlichen Klärung nach dem Kreuzzug im Besitz von Beirut bleiben. Der junge König Heinrich musste den Kaiser auf den Kreuzzug begleiten.

### Erhebung gegen die kaiserliche Herrschaft

Die Kreuzfahrerstaaten nach 1229 in Rot.

Am 18. Februar 1229 beendete Kaiser Friedrich II. seinen Kreuzzug in Jaffa mit einer vertraglichen Einigung mit dem Ayyubidensultan al-Kamil, in der die Stadt Jerusalem sowie mehrere Burgen wieder in christlichen Besitz übergingen. Danach ließ sich der, seit September 1227, gebannte Kaiser in der heiligen Stadt zum König krönen. Diese Krönung ließ auf eine Herrschaft in eigenem Namen im Königreich Jerusalem hindeuten, unter Nichtberücksichtigung der Rechte König Konrads, weshalb sie weder von den Baronen im Haute Cour, dem lateinischen Patriarchat, dem Templerorden, noch von der päpstlichen Kurie in Rom als eine Legitimierung irgendwelcher Herrschaftsrechte anerkannt wurde. Der Kaiser wiederum gab offen zu verstehen, dass die Positionen dieser Institutionen keinerlei Einfluss auf seine Handlungsweisen hatten, zumal sie seinem Herrschaftsverständnis entgegenstanden. Folglich breitete sich ein allgemeiner Unmut unter dem Feudaladel Outemers aus.
Bevor der Kaiser im Mai 1229 das heilige Land für immer verließ, ordnete er dort die Herrschaftsverhältnisse in seinem Sinn, freilich ohne darüber mit den Haute Cours einen Konsens gesucht zu haben. Für das Königreich Jerusalem ernannte er Balian von Sidon (in Tyrus) und Garnier l’Aleman (in Akkon) zu seinen stellvertretenden Baillis. Im Königreich Zypern setzte er gleich einen fünfköpfigen Regentschaftsrat ein, der von dem alten Ibelin-Feind Amalrich Barlais angeführt wurde, zusätzlich sorgte er für die Verheiratung König Heinrichs. Kaum hatte der Kaiser die Insel verlassen, brach der angestaute Unmut über ihn und seine Statthalter aus. Die Mehrheit der Barone Zyperns sprach umgehend den kaiserlichen Regenten ihre Rechtmäßigkeit ab und sammelte sich zum militärischen Widerstand hinter Johann von Ibelin, am 24. Juni 1229 siegten sie in der Schlacht von Nikosia gegen die Kaiserlichen. Barlais verschanzte sich mit der Person des Königs in der Burg Dieu d’Amour, wo er ein ganzes Jahr einer Belagerung standhalten, dann aber doch im Sommer 1230 kapitulieren musste, Johann von Ibelin wurde sowohl vom König als auch vom Haute Cour wieder als Regent der Insel anerkannt.

### Der Lombarden-Krieg
Dem Umsturz auf Zypern folgte die Reaktion der kaiserlichen Statthalter im Königreich Jerusalem, Balian von Sidon erklärte dem Haus Ibelin den Besitz Beiruts für verlustig, was zunächst aber ohne Konsequenzen blieb. Inzwischen hatten Kaiser Friedrich II. und Papst Gregor IX. im Vertrag von San Germano (9. Juli 1230) ein Einvernehmen gefunden, indem der Kaiser vom Bann befreit und der Vertrag von Jaffa vom Papst anerkannt wurde. Damit wurde der Papst zugleich auch für den kaiserlichen Standpunkt bezüglich der Herrschaftsansprüche im heiligen Land gewonnen. Der Kaiser ernannte darauf seinen Marschall Richard Filangieri zu seinem neuen Statthalter in Outremer, der sich mit einer Flotte und Truppen im Frühjahr 1231 auf den Weg machte. Johann konnte eine Anlandung Filangieris an der Küste Zyperns verhindern, der darauf aber weiter nach Tyrus segelte und dort vom Haute Cour als Regent Jerusalems anerkannt wurde.
Dann aber kam es auch auf dem Festland zu einem Umschwung, als Filangieri gegen Beirut marschierte, um die Stadt des größten Kaiserfeindes zu beschlagnahmen. Er konnte die Unterstadt besetzen, aber Johanns ältester Sohn, Balian, verschanzte sich in der Burg so gut, dass er fast ein Jahr lang für einen Entsatz ausharren konnte. Der Unmut über die Missachtung der Rechtsprechenden Autorität des Haute Cour durch Filangieri führte umgehend zur Bildung einer Fronde gegen ihn, denn ohne die ausdrückliche Zustimmung des Haute Cour durfte kein Baron des Königreichs seines Besitzes entzogen werden. Selbst die zuvor kaiserlich gesinnten Balian von Sidon und Odo von Montbéliard wechselten auf die Seite der Barone über, die ihren Sitz nun in Akkon nahmen. In dieser Stadt selbst bildete die führende Bürgerschaft eine autonome Kommune, die sich wie ihre lombardischen Vorbilder Norditaliens gegen den Kaiser positionierte. Der aus der Lombardei stammende Ibelin-Anhänger Philipp von Novara verglich daher in seiner Chronik den Konflikt in der Levante mit dem gleichzeitig stattfindenden Kampf seiner Heimat gegen den Kaiser.
Im Frühjahr 1232 landete Johann mit der gesamten Ritterschaft Zyperns, einschließlich des Königs, südlich von Tripolis am Festland an. Zunächst befreite er Beirut von der Belagerung, um anschließend nach Akkon zu ziehen, dem Hauptstützpunkt der oppositionellen Barone. Nach seinem Einzug unter dem Jubel der Bevölkerung wurde er nun auch von den Baronen Jerusalems förmlich als ihr Anführer anerkannt. Als weiteres wichtiges Anliegen zur Stärkung ihrer Sache realisierte Johann ein formelles Bündnis des Adels mit der Kommune von Akkon, das sich in seiner Wahl durch den Cour des Bourgeois zum Bürgermeister der Stadt niederschlug. Damit begründete er zugleich die faktische Hauptstadtstellung von Akkon, die bis zum Ende des Königreichs 1291 bestehen blieb. Weiterhin stellte sich der Orden der Tempelritter auf die Seite der Opposition, während die Johanniter und Deutschritter der kaiserlichen Sache treu blieben.
Während dieser Vorgänge suchte Filangieri die Wehrunfähigkeit Zyperns zu nutzen und entsandte Amalrich Barlais mit einem Heer auf die Insel, der sie mit Verheerungen überzog und eine Burg nach der anderen eroberte. Johann suchte sofort eine Entscheidung und ließ sein Heer unter der Führung seines Neffen, Johann, gegen den Hauptort der Kaiserlichen, Tyrus, marschieren. Doch am 2. Mai 1232 wurde das Heer bei Casal Imbert von dem entgegen ziehenden Filangieri überrascht und in die Flucht geschlagen. Johanns Neffe und der ihn begleitende König Heinrich konnten der Gefangenschaft nur knapp durch ihre Flucht nach Akkon entgehen. Filangieri fühlte sich durch seinen Sieg nun stark genug um Zypern endgültig zu unterwerfen und setzte mit seinen Truppen ebenfalls auf die Insel über. Johann aber gewann die Unterstützung der Genuesen für sich, die nach der Gewährung großzügiger Handelsprivilegien auf Zypern ihre Schiffe für den Rücktransport des Heeres auf die Insel zur Verfügung stellten.
Noch im Mai 1232 fuhr Johann im Hafen von Famagusta ein und wandte sich sofort gegen das kaiserliche Heer, dass gerade die Burg Dieu d’Amour belagerte, wo sich die Schwestern des Königs verschanzt hatten. Filangieri wurde von seinem Herannahen gewarnt, weshalb dieser ihm sein Heer entgegenschicken konnte. Dennoch errang Johann am 15. Juni 1232 in der Schlacht bei Agridi einen vollständigen Sieg über die Kaiserlichen, Barlais floh nach Kilikien und Filangieri verschanzte sich in der Burg von Kyrenia. Kurz darauf legte Johann seine Regentschaft auf Zypern nieder, die nun der mündig gewordene König Heinrich I. persönlich übernehmen konnte. Im April 1233 wurde schließlich mit Kyrenia die letzte von den Kaiserlichen gehaltene Burg eingenommen und damit die Herrschaft Kaiser Friedrichs II. in Zypern endgültig beendet, Filangieri gelang allerdings die Flucht nach Tyrus.

### Letzte Jahre
In den folgenden Jahren kamen die Kämpfe weitgehend zum Erliegen, und die Konfliktparteien richteten sich in ihren Positionen ein. Abgesehen von der Stadt Jerusalem und den mit ihnen verbündeten Ritterorden konnten sich die Kaiserlichen um Filangieri nur in Tyrus halten, waren darüber hinaus aber von den restlichen christlichen Territorien isoliert, zumal sich Antiochia, Tripolis und Armenien in diesem Konflikt neutral verhielten. Die Barone Jerusalems aber bildeten in Akkon eine eigenständige Regierung mit Odo von Montbéliard als Regenten im Namen König Konrads. Ihr wahrer Anführer aber blieb Johann von Ibelin, der nach seiner Rückkehr in der Stadt im Juni 1233 erneut zum Bürgermeister gewählt wurde. Im August 1234 traf Erzbischof Theodericus von Ravenna als päpstlicher Legat in Akkon ein, mit dem Auftrag die Barone wieder unter die Autorität des Kaisers zu führen. Als ihm dies nicht gelang, sprach er über Johann und seine Anhänger die Exkommunikation aus und belegte Akkon mit dem Interdikt. Diese Maßnahmen wurden allerdings schon im September 1235 wieder zurückgenommen, aber auch weitere päpstliche Vermittlungen blieben aufgrund der Kompromisslosigkeit beider Seiten ohne Ergebnis.
Im Februar 1236 führte Johann zusammen mit Walter von Brienne ein Heer zusammengesetzt aus Rittern von Zypern, Jerusalem, Tripolis und den Johannitern vom Krak des Chevaliers gegen das Ayyubiden-Emirat von Hama. Bei Kämpfen um Ba’rin (Montferrand) stürzte sein Pferd, das ihn unter sich begrub und dabei schwer verwundete. Johann konnte noch nach Akkon transportiert werden, wo er dem Templerorden beitrat, bevor er starb.
Die Führung der Barone übernahmen seine beiden älteren Söhne, die ihm zugleich auch in seinen Besitzungen in Jerusalem nachfolgten, während die zwei jüngeren Söhne im Dienst des Königs von Zypern blieben. Sieben Jahre nach seinem Tod konnten die Barone den endgültigen Sieg über die Kaiserlichen erringen, nachdem sie im Juli 1243 Tyrus erobern und die Statthalter des Kaisers zum Abzug zwangen. Die Regentschaft in Jerusalem übertrug anschließend der Haute Cour an Johanns Nichte und einstige Rivalin Alice von Champagne, der Kaisersohn Konrad blieb weiter anerkannter König, wenngleich er nie in das Königreich kam. Im Jahr 1247 wurde Kaiser Friedrich II. vom Konzil von Lyon für abgesetzt erklärt, noch im selben Jahr entband der Papst das Königreich Zypern aus der Vasallität zum heiligen römischen Reich.

## Ehe und Nachkommen
Johann war zweimal verheiratet. Seine erste Frau war Helene von Nephim, die Tochter von Raimund II. von Nephim. Mit ihr hatte er fünf Söhne, die alle vor ihm starben. Nachdem auch Helene gestorben war, heiratete er um 1207 in zweiter Ehe Melisende, Witwe des Dietrich von Orgue, älteste Tochter des Guido von Arsur. Melisende war Herrin von Arsuf, seit sie diese Herrschaft von ihrem kinderlos verstorbenen Onkel Johann von Arsuf geerbt hatte. Mit Melisende hatte er folgende Kinder:
- Balian (* 1209/10; † 1247), Herr von Beirut
- Johann (* um 1211; † Dezember 1258), Herr von Arsur, Konstabler von Jerusalem
- Rudolf (Raoul)
- Hugo „der Starke“ (* um 1213; † vor April 1239)
- Balduin († 21. Februar 1267), Seneschall von Zypern
- Guido (* um 1217; † nach Mai 1255), Marschall und Konstabler von Zypern
- Isabella, Nonne

## Tafelrunde
Im Jahr 1223 veranstaltete „der alte Herr“ Johann anlässlich der Schwertleite seiner Söhne, Balian und Balduin, auf Zypern einen großen Hoftag mit einem großen Turnierwettbewerb, an dem der größte Teil der Ritterschaft und Nobilität des christlichen Outremers teilnahm. Wie Philipp von Novara berichtet, stand diese Festivität dabei ganz unter dem Motto der in dieser Zeit populär gewordenen Erzählungen um König Artus und seine Ritter, die in der Feudalgesellschaft Outremers ebenso enthusiastisch aufgenommen wurden wie an den Höfen Westeuropas. Dazu ließ Johann auch eigens eine Tafelrunde bilden, an der die Teilnehmer in der Verkleidung der Artus-Ritter auftraten und deren Abenteuer im Spiel imitierten. Diese Tafelrunde ist überhaupt die erste schriftlich überlieferte Festivität dieser Art, welche in den kommenden Jahrhunderten auch an den Höfen Europas mit weit größerem Aufwand zelebriert wurde.